# حتى ينتهي العالم
«حتى ينتهي العالم» أو «تيل ذا ورلد إيندز» (بالإنجليزية: Till The World Ends) هي أغنية للمغنية الأمريكية بريتني سبيرز، من ألبومها السابع فيم فيتال. أصدرت تسجيلات جايف الأغنية كثاني أغنية منفردة من الألبوم في 4 مارس،2011.
«حتى ينتهي العالم» هي أغنية بوب راقصة وإلكترونية مع إيقاع إلكتروني، وكلماتها تتحدث عن الرقص حتى نهاية العالم. إستقبلت الأغنية مقارنة بأغاني ناجحة لإنريكي إغليسياس وكشا، واعتبرها النقاد أغنية راقصة جاذبة ومهمة من الألبوم.
صدرت للأغنية نسخ ريمكس عديدة، أشهرها «ريمكس المرأة الخطرة» الذي صدر بتاريخ 25 أبريل، 2011 بمحتوى راب من مغنية الراب نيكي ميناج، وأداء جديد لمقطع من الأغنية بصوت المغنية كشا. وإستقبلت نسخة الريمكس نقداً جيداً من النقاد، مع مدح التنويع في الأغنية بتواجد صوت كشا ومقطع الراب من نيكي. أخذت الأغنية نجاحاً عالمياً ودخلت قوائم أفضل 10 أغاني في عدة دول عالمية منهم أستراليا، فرنسا، إيرلندا، نيوزيلندا، السويد وسويسرا. نسخة الريمكس دفعت الأغنية لتصل قوائم أفضل 5 أغاني في كندا والولايات المتحدة لتأخذ المركز الثالث في قائمة البيلبورد لأفضل 100 أغنية.
في الفيديو المرافق للأغنية، تظهر سبيرز في حفلة راقصة تحت الأرض والذي أُقيمت بتاريخ 21 ديسمبر، 2012. لاحظ النقاد التشابه بينه وبين فيديو أغنية «أيم ا سليف فور يو» لسبيرز، وأعطوه نقداً جيداً. ترشح الفيديو لجائزتان في حفل جوائز الإم تي في لعام 2011 وفاز بواحدة. أدت سبيرز الأغنية في برنامج صباح الخير يا أمريكا وبرنامج جيمي كيميل، وأدتها مع نيكي ميناج في حفل جوائز البيلبورد لعام 2011. وأدتها في جولة فيم فيتال وجولة بيس اوف مي.